# Илия Каратанев
Илия Каратанев е български общественик и политик от Македония.

## Биография
Илия Каратанев е роден в град Струмица, тогава в Османската империя. Занимава се с търговия и поддържа бакалница в родния си град. През 1903 година заради Солунските атентати и Илинденското въстание много жители на Струмица са наклеветени лично от владиката Григорий и попадат в затвора. Сред тях е и Каратанев, който под натиска на подкрепяния от властите владика напуска Българската екзархия и преминава във Вселенската патриаршия.
През 1910 година БНМОРО издава смъртна присъда за Каратанев, вероятно защото участва в протестни митинги срещу възраждането на четничеството.
През 1913 година, съгласно Букурещкия договор, Струмица става част от Царство България. През 1914 година Каратанев наследява Георги Варналиев като кмет на града. От 1916 година, по време на Първата световна война, е депутат в XVII обикновено народно събрание от Струмишкия окръг от Либералната коалиция.
Каратанев продължава да живее в Струмица и след като през 1919 година съгласно Ньойския договор града става част от Кралството на сърби, хървати и словенци и продължава да развива стопанската си дейност като търговец на едро и износител.